# Owings, Maryland
Owings, Maryland (енгл. Owings) насељено је место без административног статуса у америчкој савезној држави Мериленд.

## Демографија
По попису из 2010. године број становника је 2.149, што је 824 (62,2%) становника више него 2000. године.
| Група             | 2000.         | 2010.         |
| Белци             | 1.147 (86,6%) | 1.855 (86,3%) |
| Афроамериканци    | 152 (11,5%)   | 166 (7,7%)    |
| Азијати           | 8 (0,6%)      | 31 (1,4%)     |
| Хиспаноамериканци | 10 (0,8%)     | 48 (2,2%)     |
| Укупно            | 1.325         | 2.149         |